# San Fratello
San Fratello (San Frareau en dialecto galoitálico de Sicilia) es una localidad italiana de la provincia de Mesina, región de Sicilia, con 4.190 habitantes.

Ubicación de la ciudad de San Fratello dentro de la provincia de Mesina.

## Evolución demográfica
| Gráfica de evolución demográfica de San Fratello entre 1861 y 2001 |
|                                                                    |
| Fuente ISTAT - Elaboración gráfica por parte de Wikipedia          |